# Емилиан Кукуллат
Емилиан Кукуллат (Мильян; лат. Emilianus или Aemilianus; исп. Millán; 474 год—574 год) — испанский святой, живший во времена господства вестготов. Мощи Емилиана и его учителя, святого Феликса (исп.), хранятся в монастыре Сан-Мильян-де-Юсо. Прозвище «Кукуллат» произошло от «куколь» — капюшона, который, по преданию, носил святой.

## Жизнь
Согласно официальной агиографии святого, написанной спустя примерно сто лет после его смерти Браулио Сарагосским, Емилиан Кукуллат родился в небольшом поселении Вергехио, находившимся, предположительно, в районе современного Берсеро (Ла-Риоха), в семье пастуха.
Примерно до двадцати лет, как и его отец, он пас скот, пока внезапно не обратился к богу и не стал отшельником. В районе Билибио Емилиан нашёл известного в то время монаха Феликса, который стал его учителем.
После трёх лет обучения у Феликса, Емилиан Кукуллат вернулся обратно домой, но вскоре снова ушёл скитаться в горы Бургоса, где и провёл сорок лет, пока епископ Тарасоны Дидимус не уговорил его принять сан и стать священником в родном Вергехио.
Вскоре после получения прихода, местное духовенство обвинило Емилиана в растрате церковного имущества — тот раздавал деньги церкви бедным, и святому с группой последователей пришлось вновь уйти скитаться в горы, где он и умер в возрасте ста лет.

## Почитание
После смерти Емилиана Кукуллата, на месте скита, в котором он умер и был похоронен, построили монастырь в мосарабском стиле Сан-Мильян-де-Сусо (Suso, «верхний»), который сосуществовал одно время с другим монастырём — Сан-Мильян-де-Юсо (Yuso, «нижний»), пока должность аббата одного из монастырей не была упразднена. Сегодня оба известны под общим названием Сан-Мильян-де-Коголья.
Святой Емилиан считается покровителем Кастилии, так как по преданию, он явился на поле боя в сражении при Симанкасе, и вместе с другими христианскими воинами сражался с маврами.